# بروس برانش
بروس برانش (بالإنجليزية: Bruce Branch)‏ هو لاعب كرة قدم أمريكية أمريكي، ولد في 14 سبتمبر 1978 في كوينز في الولايات المتحدة.

## وصلات خارجية
- بروس برانش على موقع مرجع كرة القدم المحترفة.كوم (الإنجليزية)